# Owca kanadyjska
Owca kanadyjska, owca gruboroga, muflon kanadyjski (Ovis canadensis, ang. bighorn sheep) – jeden z dwóch (obok owcy jukońskiej) gatunków górskiej owcy z rzędu parzystokopytnych żyjących w Ameryce Północnej.

## Systematyka
Wyróżnia się sześć podgatunków owcy kanadyjskiej:
- owca kalifornijska (Ovis canadensis californiana) Douglas, 1829
- owca kanadyjska (Ovis canadensis canadensis) Shaw, 1804
- owca zatokowa (Ovis canadensis cremnobates) Elliot, 1904
- owca meksykańska (Ovis canadensis mexicana) Merriam, 1901
- owca pustynna (Ovis canadensis nelsoni) Merriam, 1897
- owca półwyspowa (Ovis canadensis weemsi) Goldman, 1937

## Budowa ciała
Masa ciała może osiągać 140 kg przy długości tułowia (wraz z głową) 1,4—1,6 m. Wysokość w kłębie wynosi około 90–95 cm. Futro zwierzęcia w części grzbietowej ma wybarwienie szarobrunatne, a spodem jaśniejsze. Rogi łukowato wygięte, duże.

## Rozmieszczenie geograficzne
Owca kanadyjska występuje w zachodniej Kanadzie, zachodnich Stanach Zjednoczonych i w północnym Meksyku.